# Mikronezja na Letnich Igrzyskach Olimpijskich 2008
Reprezentacja Mikronezji na Letnich Igrzyskach Olimpijskich 2008 liczyła pięcioro zawodników (2 kobiety i 3 mężczyzn). Mikronezja miała swoich przedstawicieli w 3 spośród 28 rozgrywanych dyscyplin. Zawodnicy z tego kraju nie zdobyli żadnego medalu. Chorążym reprezentacji był sztangista Manuel Minginfel, dla którego był to trzeci start na igrzyskach. Najmłodszą reprezentantką Mikronezji na Letnich Igrzyskach Olimpijskich 2008 była 17-letnia pływaczka Debra Daniel, a najstarszym przedstawicielem tego kraju był niespełna 30-letni Minginfel. Troje zawodników zadebiutowało na igrzyskach.
Był to trzeci start tej reprezentacji na igrzyskach olimpijskich. Najlepszym wynikiem, jaki osiągnęli reprezentanci Mikronezji na Letnich Igrzyskach Olimpijskich 2008, była 11. pozycja, jaką Manuel Minginfel zajął w rywalizacji sztangistów w kategorii 62 kilogramów.

## Tło startu
Narodowy Komitet Olimpijski Mikronezji powstał w 1996 roku. Został zatwierdzony przez MKOL 6 września 1997 roku podczas 106. sesji MKOL w Lozannie w Szwajcarii. Od tego czasu Komitet Olimpijski tegoż kraju zgłasza reprezentacje Mikronezji do udziału w najważniejszych imprezach międzynarodowych takich jak igrzyska Pacyfiku, czy igrzyska olimpijskie. 
Mikronezja na letnich igrzyskach olimpijskich zadebiutowała w 2000 roku. Jej reprezentanci do czasu startu w igrzyskach w Pekinie nie zdobyli żadnego medalu olimpijskiego.

## Delegacja
Oprócz zawodników na Letnie Igrzyska Olimpijskie 2008 przyleciała delegacja tego kraju, w której skład weszli: prezydent Mikronezji Manny Mori, gubernator stanu Yap Sebastian Anefal, prezydent Komitetu Olimpijskiego Mikronezji Berney Martin, szef misji olimpijskiej tego kraju Alik Issac, minister zdrowia Futalina Skilling, senator Tiwitor Aritos, sekretarz generalny Jim Tobin, trenerzy pływania Carl Cruz i Marcellus Akapito (i trzech innych trenerów), dziennikarz Jay Alfonso,  lekarz Felix Yomai  oraz dwóch uczestników obozu młodzieżowego – Michael Kigimnang i Roxie Moya.

## Statystyki według dyscyplin
Spośród dwudziestu ośmiu dyscyplin sportowych, które Międzynarodowy Komitet Olimpijski włączył do kalendarza igrzysk, reprezentacja Mikronezji wzięła udział w trzech. W pływaniu i lekkoatletyce Narodowy Komitet Olimpijski Mikronezji wystawił po dwóch zawodników, zaś w podnoszeniu ciężarów – jednego.
| Lp.     | Sport                | Mężczyźni | Kobiety | Łącznie |
| ------- | -------------------- | --------- | ------- | ------- |
| 1.      | Lekkoatletyka        | 1         | 1       | 2       |
| 2.      | Pływanie             | 1         | 1       | 2       |
| 3.      | Podnoszenie ciężarów | 1         | 0       | 1       |
| Łącznie | Łącznie              | 3         | 2       | 5       |

## Dyscypliny

### Lekkoatletyka
Mikronezję w lekkoatletyce reprezentowało dwoje zawodników – jeden mężczyzna i jedna kobieta. Każde z nich wystartowało w jednej konkurencji. Początkowo Jack Howard i Maria Ikelap nie zakwalifikowali się do udziału w Letnich Igrzyskach Olimpijskich 2008, gdyż nie uzyskali wymaganego minimum kwalifikacyjnego. Zgodnie z przepisami przyjętymi przez IAAF każdy kraj, w którym żaden z zawodników nie wypełnił minimum kwalifikacyjnego, otrzymał zaproszenie do zgłoszenia do Letnich Igrzysk Olimpijskich 2008 nie więcej niż 2 lekkoatletów.
Jako pierwszy podczas igrzysk w Pekinie wystartował Jack Howard, który wziął udział w rywalizacji sprinterów w biegu na 100 metrów. Eliminacje rozpoczęły się 15 sierpnia 2008 roku o godzinie 9:45. Howard startował w dziewiątym biegu eliminacyjnym, który odbył się o godzinie 10:49. Podczas tego biegu wiatr był niekorzystny; jego siła wyniosła 1,7 metra na sekundę. Z wynikiem 11,03 zajął przedostatnie, 7. miejsce, co w łącznej klasyfikacji dało mu 65. miejsce na 80 sklasyfikowanych zawodników. Jego czas reakcji wyniósł 0,204 sekundy. Zwycięzcą tej konkurencji został Usain Bolt z Jamajki.
Jako druga podczas igrzysk wystartowała Maria Ikelap, która wzięła udział w rywalizacji sprinterek w biegu na 100 metrów. Eliminacje tej konkurencji rozpoczęły się 16 sierpnia 2008 roku o godzinie 10:50. Ikelap startowała w przedostatnim, dziewiątym biegu eliminacyjnym, który odbył się o godzinie 11:46. Podczas tego biegu wiatr był niekorzystny; jego siła wyniosła 0,6 metra na sekundę. Z wynikiem 13,73 zajęła przedostatnie, 7. miejsce w swoim biegu eliminacyjnym, co w łącznej klasyfikacji dało jej 80. miejsce w gronie 84 zawodniczek. Zwyciężczynią tej konkurencji została Shelly-Ann Fraser z Jamajki.
Mężczyźni
| Zawodnik    | Konkurencja   | Bieg eliminacyjny | Bieg eliminacyjny | Półfinał                     | Półfinał                     | Finał                        | Finał                        | Miejsce |
| Zawodnik    | Konkurencja   | Wynik             | Miejsce           | Wynik                        | Miejsce                      | Wynik                        | Miejsce                      | Miejsce |
| ----------- | ------------- | ----------------- | ----------------- | ---------------------------- | ---------------------------- | ---------------------------- | ---------------------------- | ------- |
| Jack Howard | bieg na 100 m | 11,03             | 7.                | Odpadł z dalszej rywalizacji | Odpadł z dalszej rywalizacji | Odpadł z dalszej rywalizacji | Odpadł z dalszej rywalizacji | 65.     |

Kobiety
| Zawodnik     | Konkurencja   | Bieg eliminacyjny | Bieg eliminacyjny | Półfinał                      | Półfinał                      | Finał                         | Finał                         | Miejsce |
| Zawodnik     | Konkurencja   | Wynik             | Miejsce           | Wynik                         | Miejsce                       | Wynik                         | Miejsce                       | Miejsce |
| ------------ | ------------- | ----------------- | ----------------- | ----------------------------- | ----------------------------- | ----------------------------- | ----------------------------- | ------- |
| Maria Ikelap | bieg na 100 m | 13,73             | 7.                | Odpadła z dalszej rywalizacji | Odpadła z dalszej rywalizacji | Odpadła z dalszej rywalizacji | Odpadła z dalszej rywalizacji | 80.     |

### Pływanie
Mikronezję w pływaniu reprezentowało dwoje zawodników – jeden mężczyzna i jedna kobieta. Każdy z nich wystartował w jednej konkurencji. Początkowo Kerson Hadley i Debra Daniel nie zakwalifikowali się do udziału w Letnich Igrzyskach Olimpijskich 2008, gdyż nie uzyskali wymaganego minimum kwalifikacyjnego. Zgodnie z przepisami przyjętymi przez Światową Federację Pływacką każdy kraj, w którym żaden z zawodników nie wypełnił minimum kwalifikacyjnego, otrzymał zaproszenie do zgłoszenia do Letnich Igrzysk Olimpijskich 2008 nie więcej niż 2 pływaków. Jedynym kryterium, jakie musieli oni spełnić, był wcześniejszy start na Mistrzostwach Świata w Pływaniu 2007. Obydwoje spełnili to kryterium, gdyż w czasie tej imprezy Kerson Hadley wystartował w dwóch konkurencjach – wyścigu na 50 metrów stylem grzbietowym (zajął w nim 78. miejsce) i wyścigu na 50 metrów stylem motylkowym (134. miejsce), a Debra Daniel wystartowała w czterech konkurencjach – wyścigu na 50 metrów stylem dowolnym (zajęła w nim 120. miejsce), 50 metrów żabką (69. miejsce), 50 metrów stylem grzbietowym (79. miejsce) i na 50 metrów stylem motylkowym (86. miejsce). Na mistrzostwach w Melbourne startowali też inni mikronezyjscy pływacy: Tony Augustine oraz Justine Rodriguez. Jednak Narodowy Związek Pływacki Mikronezji (Federated States of Micronesia Swimming Association) zadecydował, że to Hadley i Daniel będą reprezentować swój kraj na letnich igrzyskach olimpijskich w Pekinie.
Jako pierwszy podczas igrzysk wystartował Kerson Hadley, który wziął udział w konkurencji 50 metrów stylem dowolnym mężczyzn. Eliminacje tej konkurencji rozpoczęły się 14 sierpnia 2008 roku. Hadley startował w piątym wyścigu eliminacyjnym. Wystartował z szóstego toru i z wynikiem 25,34 zajął 5. miejsce w swoim wyścigu eliminacyjnym, co w łącznej klasyfikacji dało mu 70. miejsce na 97 sklasyfikowanych zawodników. Jego czas reakcji wyniósł 0,74 sekundy. Zwycięzcą tej konkurencji został César Cielo z Brazylii.
Jako druga podczas igrzysk wystartowała Debra Daniel, która wzięła udział w konkurencji 50 metrów stylem dowolnym kobiet. Eliminacje tej konkurencji rozpoczęły się 15 sierpnia 2008 roku. Daniel startowała w trzecim wyścigu eliminacyjnym. Wystartowała z siódmego toru, i z wynikiem 30,61 zajęła 5. miejsce w swoim wyścigu eliminacyjnym, co w łącznej klasyfikacji dało jej 76. miejsce w gronie 90 zawodniczek. Jej czas reakcji wyniósł 0,75 sekundy. Zwyciężczynią tej konkurencji została Britta Steffen z Niemiec.
Mężczyźni
| Zawodnik      | Konkurencja          | Wyścig eliminacyjny | Wyścig eliminacyjny | Półfinał                     | Półfinał                     | Finał                        | Finał                        | Miejsce |
| Zawodnik      | Konkurencja          | Czas                | Miejsce             | Czas                         | Miejsce                      | Czas                         | Miejsce                      | Miejsce |
| ------------- | -------------------- | ------------------- | ------------------- | ---------------------------- | ---------------------------- | ---------------------------- | ---------------------------- | ------- |
| Kerson Hadley | 50 m stylem dowolnym | 25,34               | 5.                  | Odpadł z dalszej rywalizacji | Odpadł z dalszej rywalizacji | Odpadł z dalszej rywalizacji | Odpadł z dalszej rywalizacji | 70      |

Kobiety
| Zawodniczka  | Konkurencja          | Wyścig eliminacyjny | Wyścig eliminacyjny | Półfinał                      | Półfinał                      | Finał                         | Finał                         | Miejsce |
| Zawodniczka  | Konkurencja          | Czas                | Miejsce             | Czas                          | Miejsce                       | Czas                          | Miejsce                       | Miejsce |
| ------------ | -------------------- | ------------------- | ------------------- | ----------------------------- | ----------------------------- | ----------------------------- | ----------------------------- | ------- |
| Debra Daniel | 50 m stylem dowolnym | 30,61               | 5.                  | Odpadła z dalszej rywalizacji | Odpadła z dalszej rywalizacji | Odpadła z dalszej rywalizacji | Odpadła z dalszej rywalizacji | 76      |

### Podnoszenie ciężarów
Mikronezję w podnoszeniu ciężarów reprezentował jeden zawodnik – Manuel Minginfel. Ponieważ nie awansował z eliminacji kontynentalnych (drużynowych) musiał się przedzierać przez eliminacje indywidualne. Były to trzecie igrzyska Minginfela; pierwszy raz wystartował w Sydney, kiedy reprezentacja zadebiutowała na igrzyskach. Wówczas Minginfel nie został sklasyfikowany. Cztery lata później na igrzyskach olimpijskich w Atenach zajął 10 miejsce. W Sydney startował w kategorii wagowej do 56 kilogramów, a cztery lata później w Atenach startował w kategorii do 62 kilogramów.
W Pekinie wystartował w kategorii wagowej do 62 kilogramów. Zawody w tej kategorii odbyły się 10 sierpnia 2008 roku i zostały podzielone na dwie grupy. Grupa B rozpoczęła zawody o godzinie 10:00 czasu lokalnego, a grupa A o godzinie 19:00 czasu lokalnego. Była to druga konkurencja podnoszenia ciężarów na igrzyskach w Pekinie. Minginfel wystartował w grupie B. W rwaniu dwie próby na 115 i 120 kilogramów miał udane, natomiast próbę na 123 kilogramy spalił. Rwanie zakończył z wynikiem 120 kilogramów. W podrzucie wszystkie trzy próby na 145,150 i 155 kilogramów miał udane. Podrzut zakończył z wynikiem 155 kilogramów, i z wynikiem 275 kilogramów w dwuboju zajął 4. miejsce w grupie B, a w końcowej klasyfikacji 11. miejsce. Zwycięzcą tej konkurencji został Zhang Xiangxiang z Chin.
| Miejsce | Zawodnik         | Grupa | Waga ciała | Rwanie (kg) | Rwanie (kg) | Rwanie (kg) | Rwanie (kg) | Podrzut (kg) | Podrzut (kg) | Podrzut (kg) | Podrzut (kg) | Dwubój |
| Miejsce | Zawodnik         | Grupa | Waga ciała | 1           | 2           | 3           | Wynik       | 1            | 2            | 3            | Wynik        | Dwubój |
| ------- | ---------------- | ----- | ---------- | ----------- | ----------- | ----------- | ----------- | ------------ | ------------ | ------------ | ------------ | ------ |
| 10      | Manuel Minginfel | B     | 61,69      | 115         | 120         | 123         | 120         | 145          | 150          | 155          | 155          | 275    |